# Escuela de Marinería (Argentina)
La Escuela de Marinería fue un centro de instrucción de la Armada Argentina. Funcionó primero como Centro de Reclutamiento de la Dirección General de Personal Naval en Buenos Aires seguido de una breve estadía en la Base Naval Río Santiago. Después, se estableció como en la isla Martín García, donde funcionó durante la mayor parte de su tiempo de existencia. Sus últimas actividades fueron dictadas en el Arsenal de Artillería de Marina Zárate, en la ciudad homónima.

## Historia
En 1931, fue creado el Centro de Reclutamiento de la Dirección General de Personal Naval con sede en la Escuela de Mecánica de la Armada de Buenos Aires. Entre 1945 y 1947, funcionó en la Base Naval Río Santiago (donde después se instaló el Liceo Naval Militar «Almirante Brown»). El 23 de marzo de 1947, el Centro se radicó en la isla Martín García y, el 23 de junio de 1950, centralizó todos los cursos dictados en la Base Naval Puerto Belgrano, el BDT N.º 1, la Base Aeronaval Puerto Belgrano, la fragata ARA Presidente Sarmiento y el Arsenal de Artillería de Marina Zárate. Después, la Armada estableció el Centro de Reclutamiento Martín García el 3 de octubre de 1952. En 1954, modificó su denominación por «Escuela de Marinería».
Se trasladó al Arsenal de Zárate en 1969 y, finalmente, fue disuelta en 1972.